# Batalla de Melos
La batalla de Melos fue un enfrentamiento militar librado en el contexto de la guerra del Peloponeso, en el 416 a. C., entre Atenas y los habitantes de la isla de Melos. Es especialmente conocida por la obra de Tucídides, ya que se inspiró en las negociaciones previas al combate para escribir el Diálogo de los melios, considerado un ejemplo clásico de realismo político.

## Antecedentes

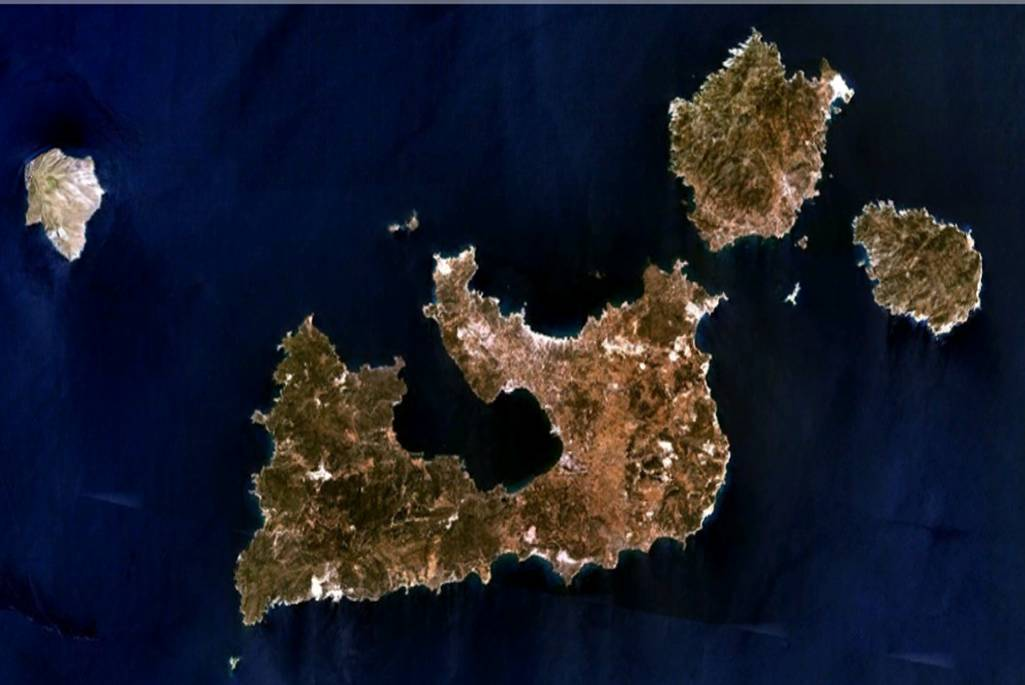
Vista de satélite de la isla de Melos, con las islas vecinas de Kímolos (norte), Políegos (este), Antimilos (oeste).

Tras firmar la Paz de Nicias en el 421 a. C., los atenienses y espartanos dejaron de enfrentarse directamente, lo que fue aprovechado por los atenienses para someter a polis neutrales o miembros desleales de la Liga de Delos. Así, en 416 a. C., una flota de 20 trirremes al mando de Alcibíades fue contra Argos y apresó a todos los sospechosos de favorecer a los espartanos. Después reunió una fuerza de 30 naves atenienses, 6 de Quíos y 2 de Lesbos. En ellas se transportaban 1.200 hoplitas propios, 1.500 de sus aliados, 300 arqueros y 20 a caballo. Su objetivo era Melos, una antigua colonia de espartanos fundada siete siglos atrás. Según la versión tradicionalmente aceptada, la isla se había negado a rendir tributos a los atenienses tratando de mantener una posición neutral, pero como los atenienses los amenazaban se habían vuelto abiertamente hostiles.
Sin embargo, estudios arqueológicos recientes señalan que Melos había pagado tributo a Atenas en los años previos, por lo que sería miembro de la Liga de Delos. En tal caso, la expedición no sería sino la búsqueda de castigo de un aliado desleal y no una simple aventura belicista e imperialista contra un país neutral. Tucídides cambiaria la historia en su relato para justificar históricamente la derrota de Atenas y por venganza de su exilio.

## Negociaciones

Situación de la región del Egeo en el 416 a. de C.

La expedición iba dirigida por los generales Cleómedes, hijo de Licomedes, y Tisias, hijo de Tisímaco. Ambos enviaron emisarios antes de comenzar los combates, pero según Tucídides estos se negaron a hablar con la Ekklesía, sino que pidieron tratar directamente con la nobleza local, alegando que no deseaban desperdiciar su tiempo en largos discursos y querían exponer sus argumentos de forma simple y frontal. Rápidamente dejaron claro a los melios que podían rendirse y pagar tributo o pelear y ser inevitablemente vencidos y esclavizados. Los locales consideraron tal pretensión una injusticia, pero los embajadores respondieron que la justicia sólo valía en igualdad de condiciones entre partes enfrentadas; según ellos, fuera de eso el débil debe ceder cuanto le obliguen sus debilidades y el fuerte puede tomar cuanto le permita su fortaleza. En esa reunión no se discutía sobre justicia, sino sobre la salvación o perdición de la isla.
Los atenienses reconocieron que los atacaban a ellos para no hacer la guerra directamente a los espartanos, acabando con posibles aliados de estos. Para los atenienses era preferible tener a los melios como aliados para fortalecer su imagen y posición, pero definitivamente los isleños no podían seguir siendo neutrales, pues sería una señal de debilidad para los vasallos de Atenas y eso no les convenía. La tercera opción, someterlos por la fuerza, sería una prueba de su poder y para ellos era aceptable. Para los atenienses darse una imagen de abusivos pero fuertes era mejor que pacíficos y débiles. Cuando los melios mencionaron que de atacarlos los espartanos irían a ayudarlos por estar cerca del Peloponeso, los atenienses respondieron que ellos probablemente no les ayudarían por no considerarlo conveniente para ellos.

## Batalla

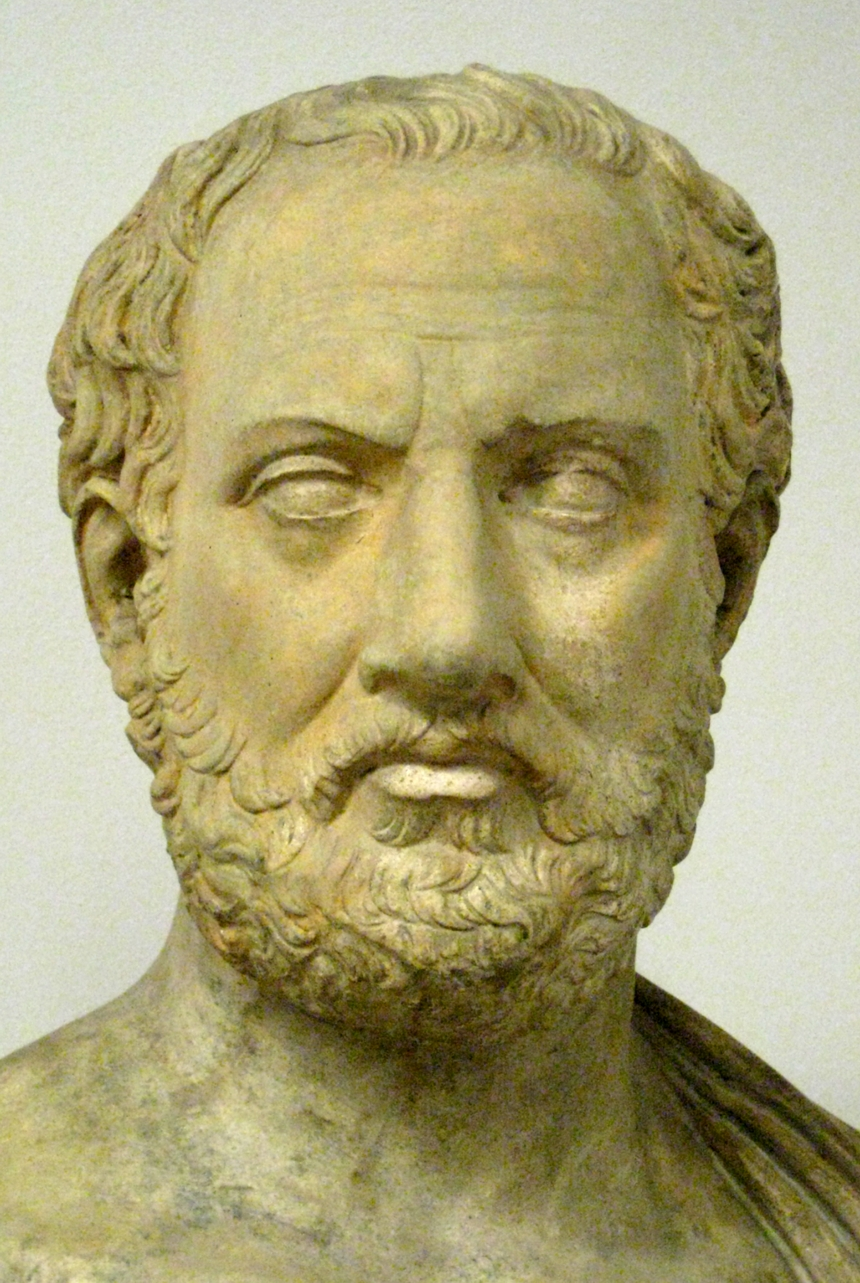
Tucídides.

Después de esto, los melios se reunieron a discutir entre ellos y resolvieron presentar batalla confiados de la ayuda espartana. Tras la respuesta, los embajadores volvieron a su campamento y sus comandantes decidieron construir un muro alrededor de la pequeña ciudad, comenzando el asedio. Luego zarparon con la mayoría de sus fuerzas pero dejando una guarnición propia y aliada para continuar el bloqueo terrestre y naval. Poco después los melios atacaron la parte del muro vigilada por los atenienses, tomaron víveres y armas y volvieron a su ciudad. Los atenienses respondieron mejorando la guardia.
Paso el verano y llegó el invierno. Los melios lanzaron otra vez un ataque exitoso contra la sección del muro defendida por los atenienses, que tenían pocos guardias. Poco después llegaron refuerzos al mando de Filócrates, hijo de Demeas, a causa de esos contratiempos. Finalmente, tras un duro asedio, la ciudad fue conquistada gracias a un traidor local.

## Consecuencias
Los atenienses asesinaron a todos los varones adultos de Melos y esclavizaron a las mujeres y los niños. Tiempo después repoblarían la isla con 500 colonos propios. Los atenienses lanzarían otra expedición expansionista, esta vez contra Sicilia, la que acabaría cambiando su historia.